# Sabre à canne

Le sabre à canne est un type de sabre particulier destiné à couper les cannes à sucre à leur base puis à ôter les feuilles superflues le long de leur tige pendant les récoltes. À La Réunion, où il a acquis les caractéristiques d'un objet du quotidien, et où il est par ailleurs impliqué dans de nombreux crimes de sang, il constitue l'équipement de base des coupeurs de cannes aux côtés du bertel, un sac en vacoa dans lequel il est souvent rangé après usage.

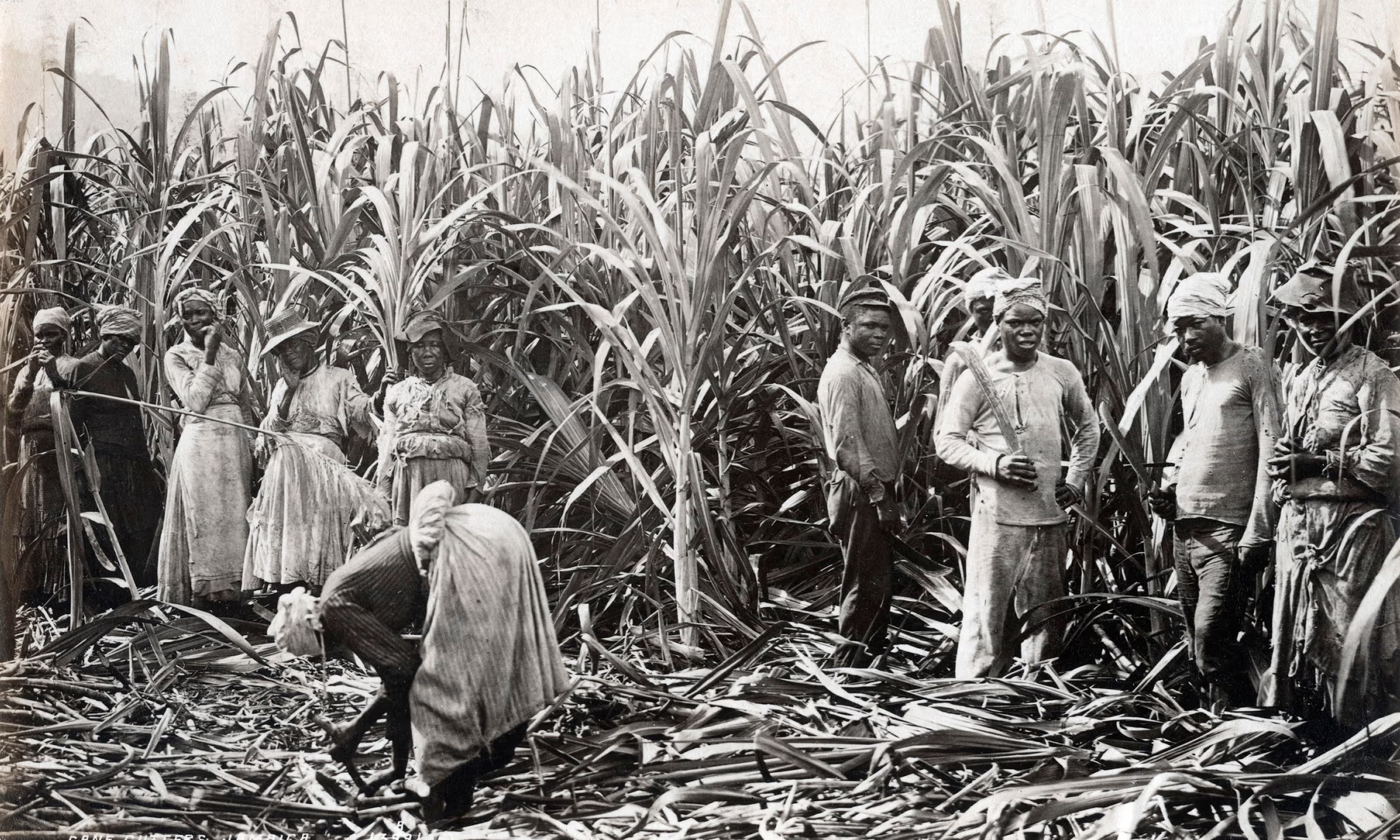
Des coupeurs de cannes équipés de sabres à canne en Jamaïque à la fin du XIXe siècle.